# ワナの戦い
ワナの戦い（英:Battle of Wana）は、ワジリスタン紛争発生直後に発生した紛争である。アイマン・ザワーヒリーの殺害または拘束が目的で、パキスタン軍が勝利したがザワーヒリーの殺害または拘束には失敗した。

## 背景
パキスタン軍はアイマン･ザワーヒリーがワナにいるという情報を手に入れた。その後紛争開始後に戦いが始まり、ワナのターリバーン等はかなりの損害を受けた。ターリバーンの指導者は戦死している。しかしその後もザワーヒリーは見つからず撤退した。

## 余波
その後紛争地域は広がっていった。